# 人类环境宣言
人类环境宣言（Declaration of the United Nations Conference on the Human Environment）也稱為斯德哥爾摩宣言（Stockholm Declaration），是在1972年6月16日的聯合國人類環境會議中的第21次全體會議中提出，是第一份在國際環境法規文件中提到，人類有在健康生态环境下生活之權利的文件。其中包括26個原則，因此產生了联合国环境署（UNEP），是全球环境治理的基礎。聯合國人類環境會議是在1972年6月5日到16日在斯德哥爾摩舉行，這代表全世界第一次將環境議題放在全球關注問題之一，會議希望可以認知到地球資源的有限以及人類對環境的影響，這也開始了有關經濟成長、環境污染以及人類福祉之間關係的全球對話。所產生的人类环境宣言要求參與國家在其發展計劃中運用科技，減少對空氣、土地以及水的污染。人类环境宣言也呼籲各國建立有關野生動物保育、環境保育以及人口控制的法規。一般對於人类环境宣言的反應是正面的，但有關其運作的具體實務則受到批評，特別是在開發中國家的實務。

## 外部連結
- Declaration of the United Nations Conference on the Human Environment - full text
- Introductory note by Günther Handl, procedural history note and audiovisual material（页面存档备份，存于） on the Declaration of the United Nations Conference on the Human Environment (Stockholm Declaration) in the Historic Archives of the United Nations Audiovisual Library of International Law（页面存档备份，存于）